# Margaret Thatcher
Baroness Margaret Hilda Thatcher (geboren Roberts), (Grantham, Engeland, 13 oktober 1925 – Londen, Engeland, 8 april 2013) was een Brits politica van de Conservatieve Partij en van 1979 tot 1990 de eerste vrouwelijke premier van het Verenigd Koninkrijk. Haar politieke manier van werken kwam bekend te staan als thatcherisme.
Thatchers vader was winkelier en burgemeester van Grantham in Lincolnshire. Ze werd aan Somerville College (Universiteit van Oxford) opgeleid tot scheikundige en was van 1959 tot 1992 lid van het Lagerhuis. Van 1970 tot 1974 was ze minister van Onderwijs en Wetenschap in het kabinet-Heath. In 1975 werd Thatcher de eerste vrouwelijke partijleider van de Conservatieve Partij en diende zij als oppositieleider in het Lagerhuis. In 1979 won Thatcher de verkiezingen en versloeg daarmee de zittende premier van de Labour Party, James Callaghan. Thatcher werd daarmee de eerste vrouwelijke premier van het Verenigd Koninkrijk. Tijdens de verkiezingen van 1983 en 1987 werd ze verkozen voor een tweede en derde termijn. In 1990 trad Thatcher af als partijleider en als premier en werd ze opgevolgd door John Major.
In 1992 werd Thatcher verheven tot barones en werd zij aldus lid van het Hogerhuis.

## Jeugd en studiejaren

### Afkomst
Margaret Thatcher werd als Margaret Roberts geboren in Grantham in het Engelse graafschap Lincolnshire. Haar vader was Alfred Roberts en afkomstig uit Northamptonshire. Haar moeder heette Beatrice Ethel (geboren Stephenson) en kwam uit Lincolnshire. Zij bracht haar jeugd door in Grantham, waar haar vader twee kruidenierswinkels had. Margaret en haar oudere zus Muriel groeiden op in het appartement boven de grootste van deze twee. Haar vader was zowel actief in de lokale politiek als in de christelijke kerk, waar hij respectievelijk als wethouder (Alderman) en als methodistisch lekenpredikant diende.. Margaret werd opgevoed tot een strenge methodiste. Haar vader was afkomstig uit een liberale familie, maar stond - zoals toen gebruikelijk was in de lokale politiek - als een onafhankelijke verkiesbaar. Hij was in 1945-46 burgemeester van Grantham. In 1952 verloor hij zijn positie als wethouder nadat de Labourpartij de meerderheid in de gemeenteraad van Grantham had verkregen.

### Middelbare school en universiteit

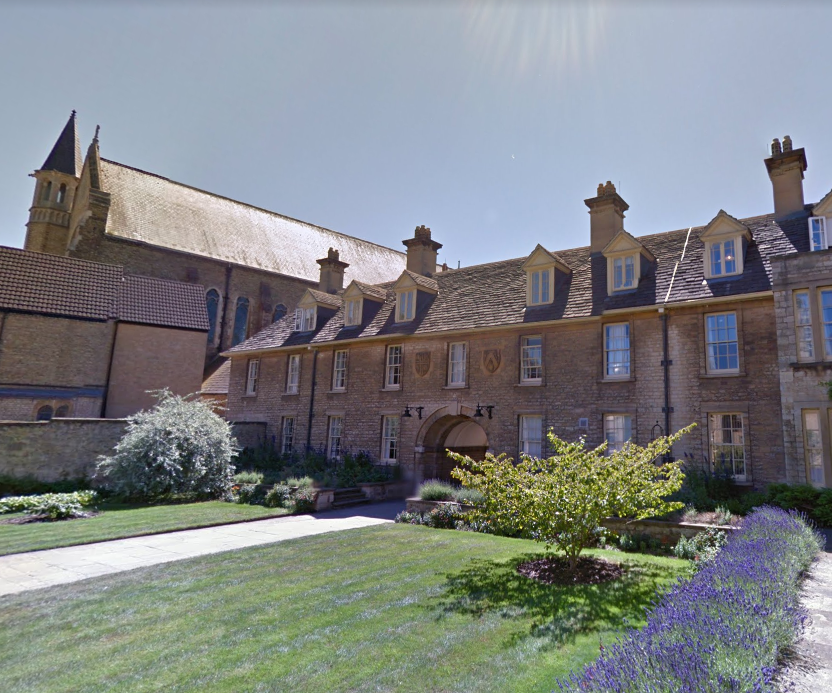
Somerville College, Oxford, waar Thatcher studeerde.

Roberts bezocht de Huntingtower Road Primary School en won een beurs voor de Kesteven & Grantham Girls' School in Grantham. Haar schoolrapporten lieten zien dat zij hard werkte en zich continu verbeterde; haar buitenschoolse activiteiten omvatten onder meer pianospelen, hockey, poëzie-recitals, zwemmen en wandelen. In 1942-1943 was zij hoofdmeisje (headgirl). In haar laatste jaar vroeg zij een beurs aan om scheikunde te studeren aan het Somerville College, een vrouwencollege aan de Universiteit van Oxford. In eerste instantie werd zij afgewezen, maar nadat een andere kandidaat afhaakte, kreeg zij alsnog een plaats aangeboden. Zij kwam in het najaar van 1943 in Oxford aan, waar zij in 1947 met "Second Class Honours" een Bachelor of Science in de scheikunde behaalde. In haar laatste jaar specialiseerde zij zich onder supervisie van Dorothy Hodgkin in de röntgenstralings-kristallografie. Zij was geen voorstander van het toelaten van mannelijke studenten aan Somerville College.
In 1946 werd Roberts voorzitter van de Oxford University Conservative Association Ze werd op de universiteit beïnvloed door politieke werken, zoals Friedrich von Hayeks The Road to Serfdom (1944), die ingrijpen in de economie door de overheid als een eerste stap op weg naar een autoritaire staat veroordeelde.

### Werkzaam leven
Na haar afstuderen verhuisde Roberts in 1947 naar Colchester in Essex, waar zij als onderzoekschemicus in dienst trad van BX Plastics. Zij werd lid van de lokale Conservative Association. In 1948 woonde zij de partijconferentie in Llandudno bij, als vertegenwoordiger van de University Graduate Conservative Association.

## Politieke carrière

### Kwalificatie als kandidaat voor het Lagerhuis
Een van haar vrienden in Oxford was tevens een vriend van de voorzitter van de Dartford Conservative Association in Kent. Daar was men voor de Conservatieve Partij op zoek naar kandidaten voor het Britse Lagerhuis. Leden van deze Association waren dusdanig onder de indruk van de politieke denkbeelden van Roberts dat zij haar vroegen zich te kandideren. In januari 1951 werd zij geselecteerd.

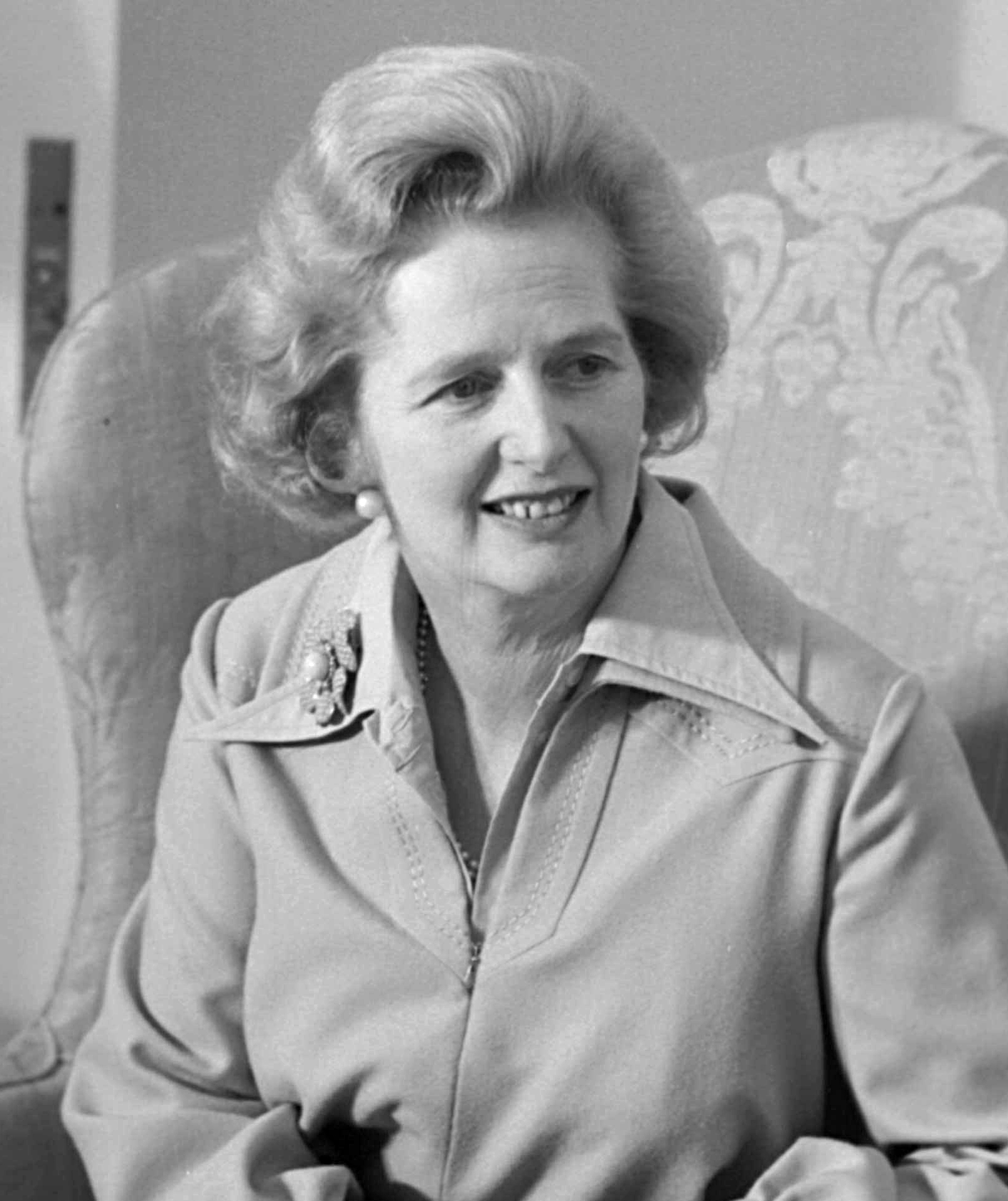
Margaret Thatcher in 1975.

### Campagnes in Dartford
Tijdens een diner na haar formele acceptatie als kandidaat voor Dartford ontmoette zij in februari 1951 Denis Thatcher, een succesvolle, rijke, gescheiden zakenman, die haar bij het station afzette om haar trein naar Essex te halen. Ter voorbereiding van de verkiezing verhuisde Roberts naar Dartford, waar zij in haar levensonderhoud voorzag door als onderzoekschemicus in dienst te treden bij J. Lyon en Co. in Hammersmith. Zij maakte deel uit van een team dat emulgatoren voor ijsjes ontwikkelde.
Tijdens de parlementaire verkiezingen voor het Lagerhuis in februari 1950 en die van oktober 1951, was zij kandidate in het voor Labour veilige kiesdistrict Dartford, waar zij als de jongste en enige vrouwelijke kandidaat media-aandacht trok. Beide keren verloor zij van Norman Dodds, maar zij wist de Labour meerderheid in februari 1950 met 6.000 en in oktober 1951 nogmaals met 1.000 stemmen te reduceren. Tijdens deze campagnes werd zij gesteund door haar toekomstige man Denis Thatcher, met wie zij in december 1951 in het huwelijk trad. Denis betaalde de studies van zijn vrouw om toe te kunnen treden tot de Orde van Advocaten; Thatcher kwalificeerde zich in 1953 als advocaat en specialiseerde zich in belastingrecht. In datzelfde jaar werd haar tweeling, Carol en Mark, geboren.

### Lid van het Lagerhuis
Na haar ervaringen in Dartford ging Thatcher in het midden van de jaren vijftig op zoek naar een kiesdistrict waar zij zekerheid had op een zetel in het Lagerhuis. Thatcher werd in 1955 nipt verworpen als kandidaat voor Orpington, maar werd in april 1958 voor het kiesdistrict Finchley geselecteerd. Na een harde verkiezingscampagne werd zij in 1959 tot lid van het Lagerhuis verkozen. Haar maidenspeech handelde over haar wetsvoorstel ("Public Bodies (Admission to Meetings) Act 1960"), die lokale autoriteiten voorschreef om haar raadsvergaderingen voortaan in het openbaar te houden. In 1961 stemde zij tegen de officiële positie van de Conservatieve Partij door voor de herinvoering van "birching" te stemmen.
In oktober 1961 steeg Thatcher in politiek aanzien, doordat zij voortaan op de eerste rij in het Lagerhuis mocht plaatsnemen. Zij werd in Harold Macmillans regering tot parlementaire secretaris van het ministerie van Pensioenen en Nationale verzekeringen benoemd. Na het verlies in de verkiezingen van 1964 werd zij woordvoerster voor huisvesting en grondpolitiek, waarbij zij het beleid van haar partij propageerde om huurders het recht te geven om hun woningcorporatiehuis te kopen. In 1966 verhuisde zij naar het schaduw-Treasury-team. Als financieel woordvoerster verzette zij zich tegen de verplichte prijs en inkomenscontroles van Labour, met als argument dat deze controles onbedoelde effecten zouden produceren, die de economie zouden verwringen.

### Minister
In het kabinet van minister-president Edward Heath vervulde zij van 1970 tot 1974 de rol van minister van Onderwijs en Wetenschappen. Als minister van onderwijs schafte ze de gratis voorziening van melk voor basisschoolkinderen af. Dit leverde haar de bijnaam ‘Thatcher the milk snatcher’ op.

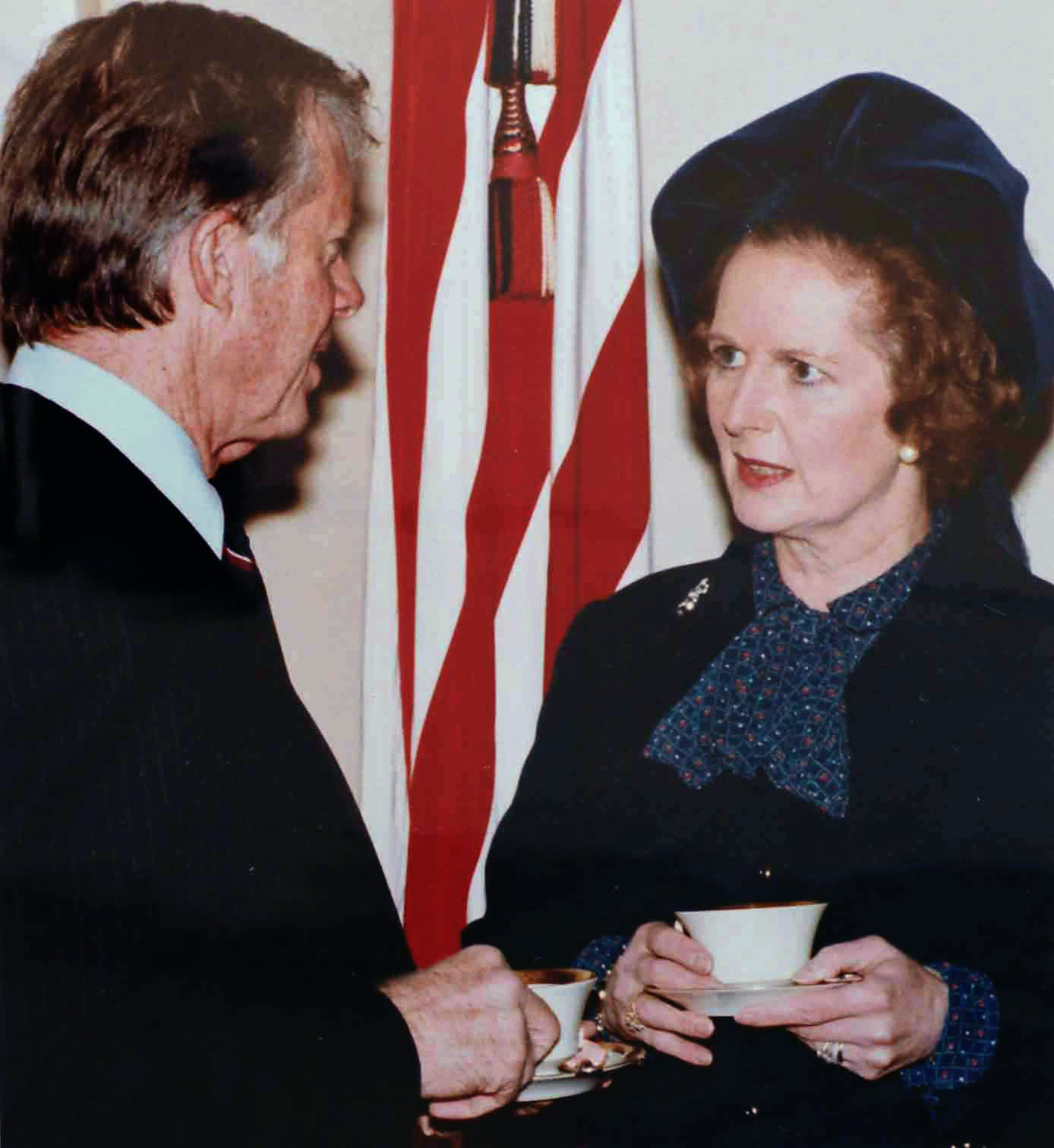
Margaret Thatcher en president Jimmy Carter in 1979.

## Premier

### Partijleider Conservatieve Partij
In 1975 daagde ze Heath uit als leider van de Conservatieve Partij en won de leiderschapsverkiezing. In 1979 diende ze als leidster van de oppositie een motie van wantrouwen tegen de regering van James Callaghan, die een pact met de Liberale Partij had afgesloten, met een meerderheid van 311 tegen 310 stemmen. De hierop volgende algemene verkiezingen wist ze te winnen, waarna ze Eerste Minister werd. Ze werd in 1983 en in 1987 herkozen. Sinds 1988 is ze de langst dienende Britse premier sinds 1827. Om precies te zijn: zij diende elf jaar, zes maanden en 26 dagen. Het Verenigd Koninkrijk stond er economisch gezien slecht voor toen Thatcher aantrad. De industrie was sterk verouderd, en de voortdurende arbeidsconflicten verhinderden de noodzakelijke vernieuwing. Er was een hollende inflatie, en het nationale zelfvertrouwen was tot een minimum gedaald. Haar rigoureuze klassieke-liberale herstelbeleid, het later naar haar genoemde thatcherisme, en dat vooral bestond uit de privatisering van de vele staatsbedrijven, brachten haar voortdurend in conflict met oppositieleiders en Labour-voorzitters Michael Foot en Neil Kinnock.

### Falklandoorlog
Argentinië, dat al lang aanspraak maakte op de Falklandeilanden, viel op 2 april 1982 deze Britse eilanden aan. Prompt beantwoordde Thatcher de bezetting met een tegenaanval. Op 21 mei 1982 landden de Britten bij de nederzetting Port San Carlos. Tweeënzeventig dagen later waren de eilanden heroverd. In totaal vonden 258 Britten en 649 Argentijnen de dood. Aan de vooravond van de oorlog was Thatcher de minst populaire Britse premier sinds de Tweede Wereldoorlog. Erna was zij immens geliefd. Thatcher maakte gebruik van haar populariteit door de parlementaire verkiezingen te vervroegen, die zij in 1983 won.

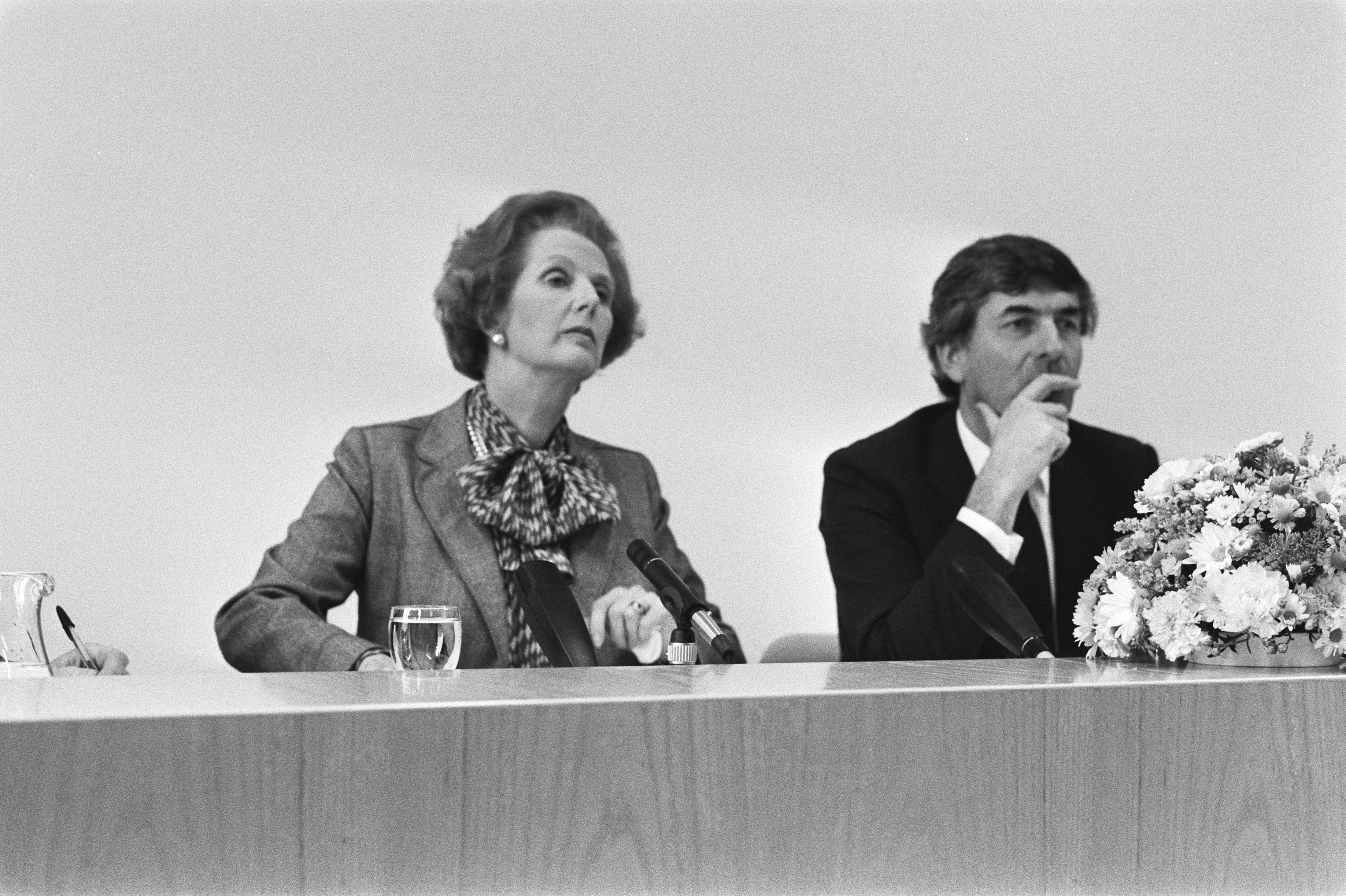
Margaret Thatcher en premier Ruud Lubbers in 1983.

### Mijnwerkersstaking
Gesterkt begon Thatcher aan haar voornemen om vele tientallen verlieslijdende kolenmijnen te sluiten. De bonden van mijnwerkers, onder leiding van de radicale Arthur Scargill, organiseerden in 1984 een grootscheepse landelijke staking. Er volgde een winter met gewelddadige confrontaties tussen stakers en politie. Negen maanden later gingen de mijnen dicht.

### IRA-aanslag
Thatcher ontsnapte op 12 oktober 1984 ternauwernood aan een bomaanslag van de IRA. Die dag kwam om 02:54 uur een bom tot ontploffing in het Grand Hotel in Brighton, waar zij net als vele andere kopstukken van haar partij verbleef in verband met het jaarlijkse partijcongres in de stad. Op het moment van de aanslag was Thatcher aan het werk in haar suite op de eerste verdieping. Vlak daarvoor had zij de badkamer verlaten, die bij de ontploffing ernstig beschadigd werd. Vijf personen kwamen om het leven, maar zij en haar echtgenoot bleven ongedeerd. Thatcher gaf later aan dat als zij toen de bom ontplofte in de badkamer was geweest, zij alleen snijwonden en kneuzingen zou hebben opgelopen. Thatcher stond erop dat het congres die dag als gepland om 09:30 uur geopend zou worden. 's Middags om 14:30 uur hield zij haar toespraak.

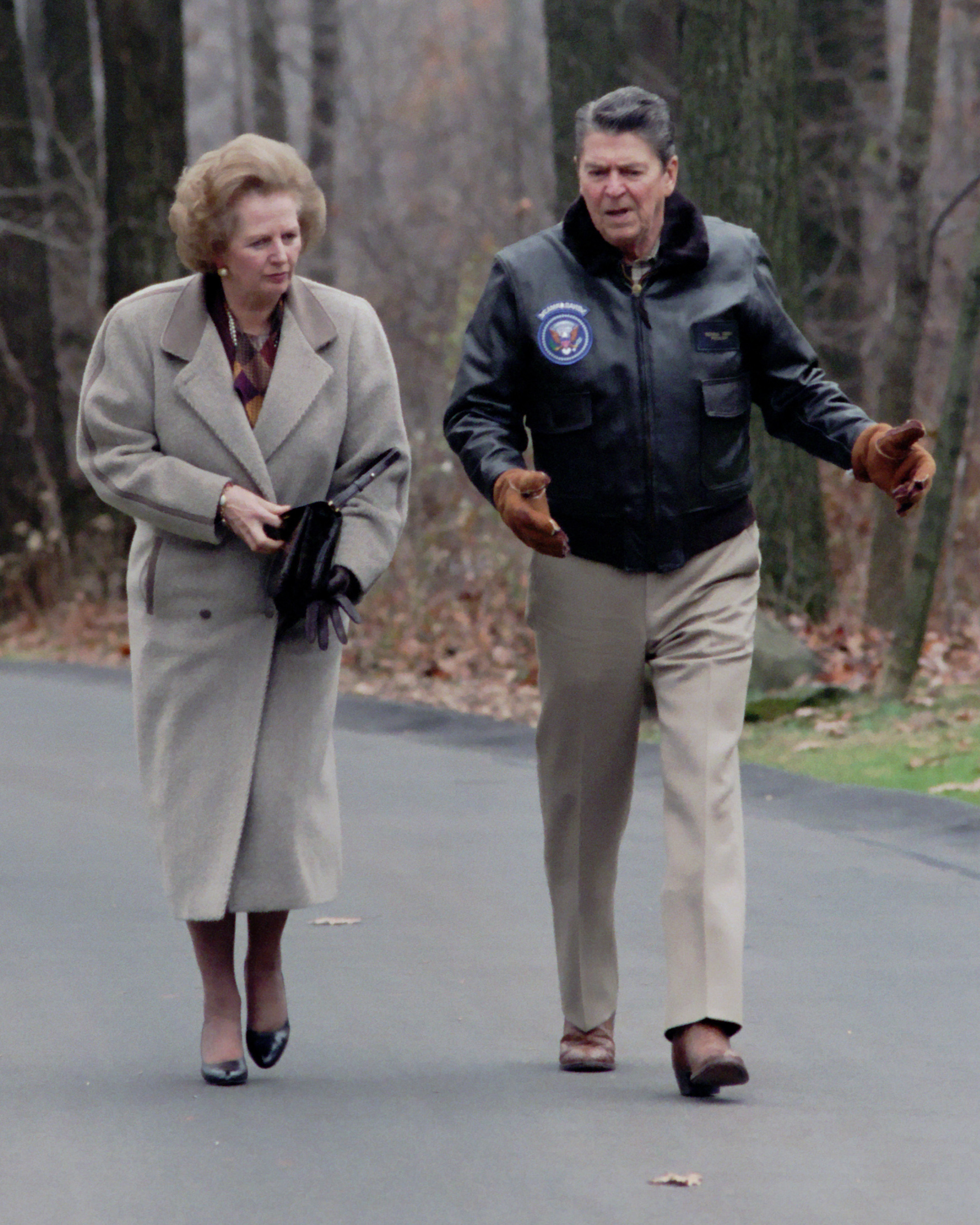
Margaret Thatcher en president Ronald Reagan in 1986.

### Buitenlands beleid
Het Verenigd Koninkrijk was dan wel lid geworden van de Europese Gemeenschappen, maar Thatcher was wantrouwig ten aanzien van elke vorm van supranationalisme en ging zich oriënteren op de Verenigde Staten. Met de Amerikaanse president Ronald Reagan kon ze het uitstekend vinden. In Europa voelde ze zich minder thuis. Haar "I want my money back" leidde pas na zeer harde onderhandelingen tot compenserende maatregelen op sociaal terrein en in de landbouwbijdragen voor Europa.
De regering van Thatcher steunde de coalitie rond de Rode Khmer, nadat de Rode Khmer in 1979 was afgezet door Vietnamese communistische troepen. Tijdens het Chino-Russisch Conflict stonden de Vietnamese communisten aan de kant van de Sovjet-Unie, terwijl de Rode Khmer aan de kant van China stond. Mede dankzij de steun van de regering Thatcher kon de coalitie rond Pol Pot de officiële Cambodjaanse zetel in de Verenigde Naties behouden. Daarnaast steunde de regering van Thatcher de coalitie rond de Rode Khmer met geld, voedsel en trainers. In 1991 erkende de regering dat de SAS inderdaad de troepen van de coalitie geleid door de Rode Khmer gedeeltelijk hadden getraind. Officieel steunde de Britse regering alleen de niet-communistische delen van de coalitie, maar de Rode Khmer had veel profijt van de Britse steun. Thatcher beweerde dat “de meer redelijke mensen van de Rode Khmer een bepaalde rol zullen moeten spelen in de toekomstige regering.” Tijdens de voorafgaande heerschappij van 1975 tot 1979 heeft de Rode Khmer naar schatting twee miljoen mensen vermoord.

### Poll tax
In 1990 braken in het Verenigd Koninkrijk rellen uit toen Thatcher een inkomensonafhankelijke belasting, de poll tax, wilde invoeren. Dat leidde tot haar aftreden: de partij wilde van haar af en verscheidene conservatieven daagden Thatcher uit om het leiderschap van de Conservatieve Partij. Tijdens de eerste ronde van de verkiezingen voor het voorzitterschap behaalde ze meer stemmen dan Michael Heseltine, die enkele jaren later nog vicepremier zou worden, maar het verschil was onvoldoende groot om onmiddellijk herkozen te worden verklaard. Daarop besloot Thatcher, deels op advies van haar echtgenoot, dat aftreden eervoller was dan verslagen worden. Bij haar laatste kabinetszitting vloeiden voor de tweede keer tranen in het openbaar: de eerste keer was toen haar zoon Mark Thatcher zes dagen vermist werd tijdens de befaamde autorally Parijs-Dakar in Algerije. Het leiderschap van de partij en het premierschap gingen naar John Major, onder Thatcher minister van financiën.

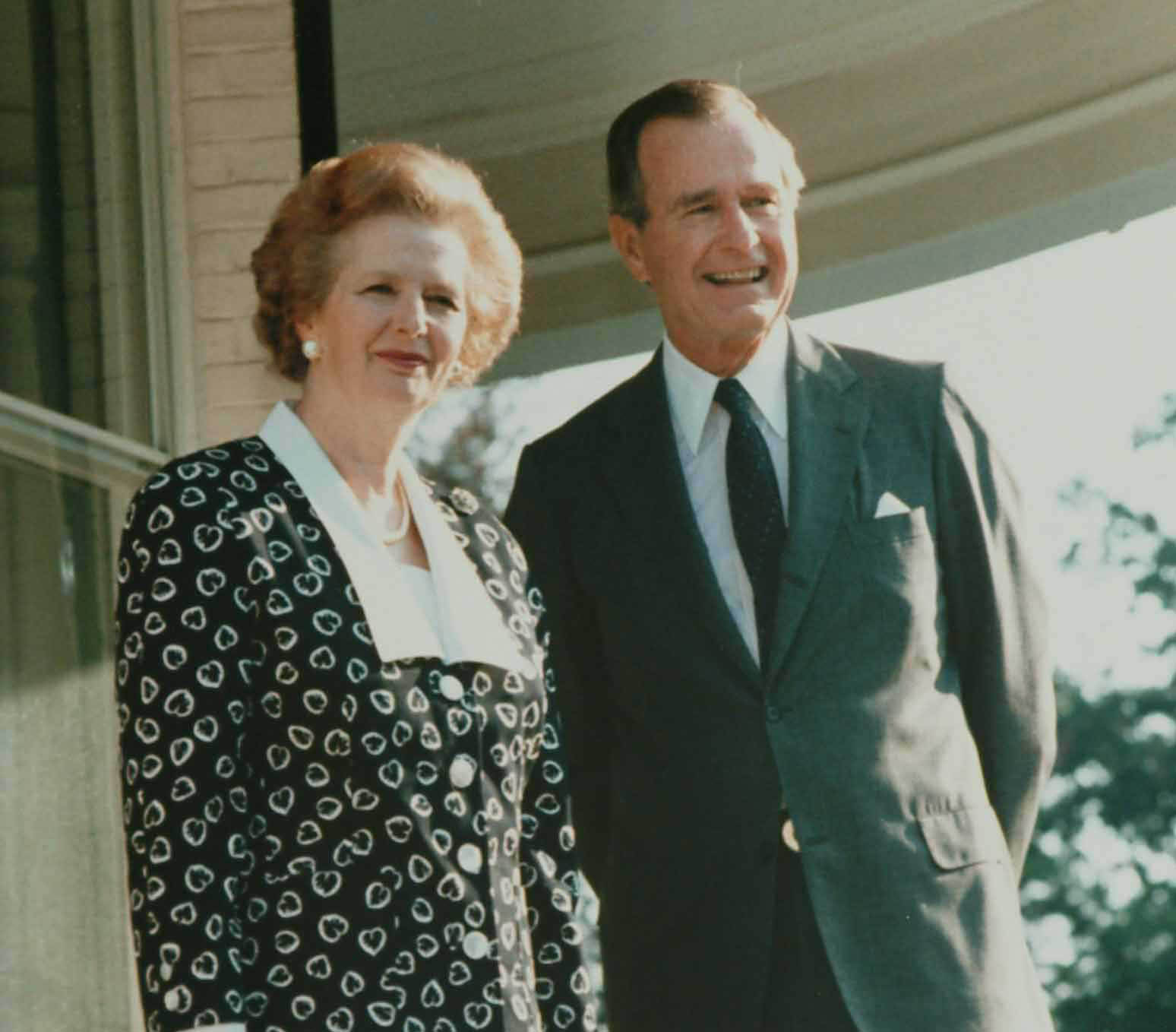
Margaret Thatcher en vicepresident George H.W. Bush in 1987.

## Na haar politieke leven
Na haar aftreden hield Thatcher lezingen over heel de wereld. In 2001 moest ze daarmee ophouden op doktersadvies. Op 13 oktober 2005 vierde ze uitbundig haar 80ste verjaardag met een diner voor zo'n 650 gasten onder wie koningin Elizabeth II, Labour-premier Tony Blair, zangeres Shirley Bassey en actrice Joan Collins.
Op 7 december 2005 werd ze één nacht ter observatie in het ziekenhuis opgenomen, nadat ze zich plotseling onwel begon te voelen bij de kapper. Haar dochter Carol Thatcher maakte bekend dat het kortetermijngeheugen van haar moeder ernstig achteruitging. Andere bronnen meldden dat zij wellicht aan de ziekte van Alzheimer zou lijden. Dit werd in 2008 bevestigd door haar dochter Carol in haar boek: A Swim-On Part in the Goldfish Bowl: A Memoir.
Na het overlijden op 11 december 2006 van Pinochet, die politiek behulpzaam was geweest bij de Falklandoorlog, liet ze weten dat ze bedroefd was. In 2007 zat Thatcher nog steeds voor de Conservatieve Partij in het Hogerhuis als Baroness Thatcher of Kesteven.
Medio 2008 ontstond er een controverse in het Verenigd Koninkrijk of ze na haar dood al dan niet een staatsbegrafenis zou krijgen. Deze eer was tot nu toe slechts weggelegd voor Winston Churchill en de leden van de koninklijke familie.
Op 8 april 2013 overleed Thatcher aan de gevolgen van een beroerte in het Londense hotel The Ritz. Zij kreeg door de Britse overheid een ceremoniële uitvaartdienst met volledige militaire eer aangeboden in de St. Pauls Cathedral, die zij zelf als locatie had uitgekozen. De uitvaartdienst op 17 april kreeg dezelfde status als die van prinses Diana in 1997 en die van koningin-moeder Elizabeth in 2002. Meer dan 2300 genodigden woonden de uitvaartplechtigheid bij, onder wie koningin Elizabeth II en haar echtgenoot prins Philip. In totaal waren van 170 landen vertegenwoordigers aanwezig. Na afloop werd zij in besloten kring gecremeerd, en ter ruste gelegd in het Koninklijk Hospitaal van Chelsea.
De reacties op Thatcher's overlijden waren, vooral in het Verenigd Koninkrijk, gemengd. Ze werd geprezen als een van de beste leiders die het Verenigd Koninkrijk ooit had gehad, maar er waren ook bittere reacties van de arbeidersklasse en linksgezinden die haar economische politiek hekelden. Critici zorgden middels een campagne op de sociale media dat het lied Ding-Dong! The Witch Is Dead uit de film The Wizard of Oz een tweede plaats in de Engelse en een eerste plaats in de Schotse hitlijsten behaalde. De actie werd door velen, waaronder Ruth Duccini en Jerry Maren die in de oorspronkelijke film het nummer hadden gezongen, betiteld als smakeloos en respectloos. Thatcher-aanhangers probeerden hetzelfde met het nummer I'm in Love with Margaret Thatcher van de Notsensibles. Het nummer behaalde een 35ste plaats.
Nog in de maand van haar overlijden werd het plan bekendgemaakt om in Londen een museum annex bibliotheek ter ere van Thatcher te stichten. Het centrum krijgt de naam Margaret Thatcher Centre en zal worden gehuisvest in de Universiteit van Buckingham.

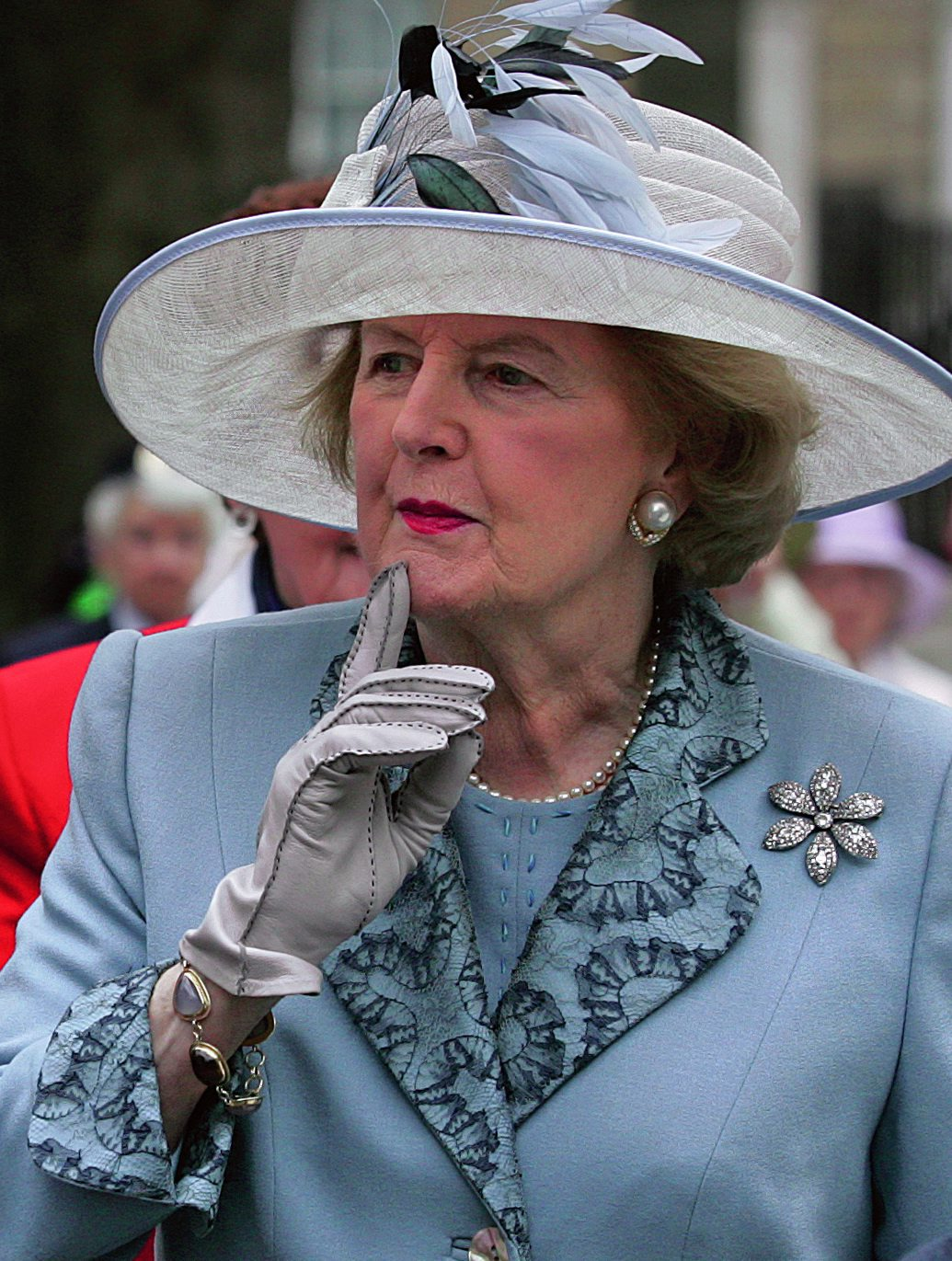
Margaret Thatcher in 2005.

## Trivia
- Thatcher stond bekend als de Iron Lady (Nederlands: IJzeren Dame). Ze werd zo voor het eerst aangeduid op 24 januari 1976 door een journalist van de Sovjet-krant Rode ster.[45]
- In het BBC-programma 100 Greatest Britons eindigde Thatcher als zestiende. Als De Ergste Brit eindigde ze ooit op de derde plaats.
- Tijdens een bijeenkomst, lang na haar regeringsperiode, zei ze eens: "Ik zag dat jullie me al verwachtten. Op weg hierheen passeerde ik een affiche van The Mummy Returns."
- Op 21 februari 2007 onthulde Thatcher in het parlementsgebouw een bronzen standbeeld van zichzelf. Het staat tegenover het standbeeld van Thatchers voorbeeld en voorganger, Winston Churchill. Na de onthulling van het standbeeld zei ze in haar toespraak: "I might have preferred iron, but bronze will do..."